# Bönematta

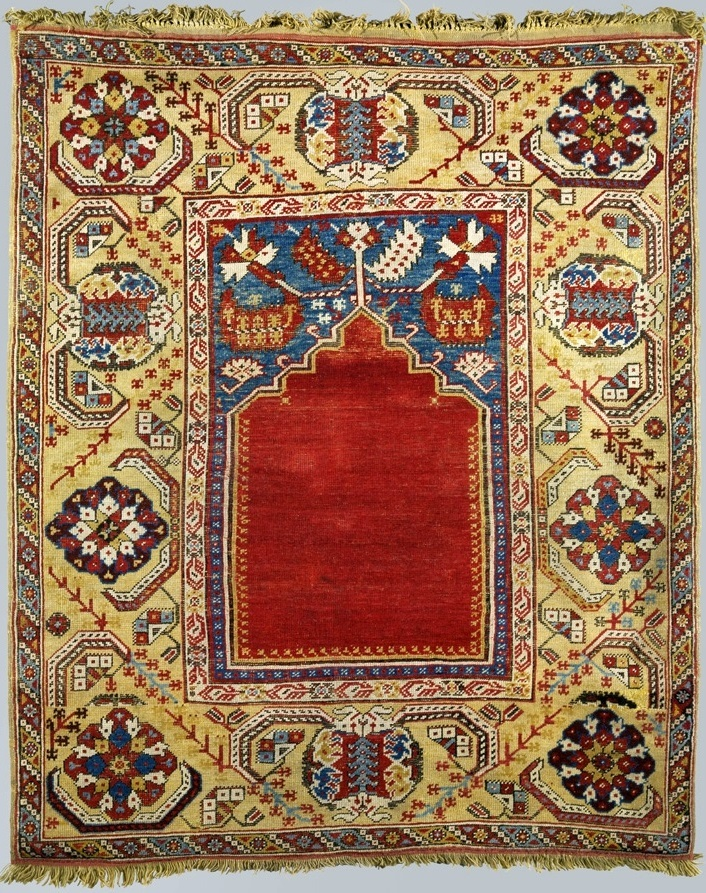
En turkisk bönematta

En bönematta (På arabiska: سجادة sajjāda pl. سجاجيد sajājīd, eller musallah; turkiska: seccade eller namazlık; persiska: جانماز, urdu: جانماز jānamāz) är en typ av matta eller tyg som används av muslimer då de ber. Bönemattan används av renlighetsskäl mellan den bedjande och marken under de olika positioner som den islamiska bönen påbjuder. En muslim måste utföra olika renlighetsriter kallat wudu för att bedja och bönen måste utföras på en ren plats.
Bönemattor tillverkas i fabriker eller för hand av vävare i olika material. Storleken varierar men förhåller sig till det utrymme en bedjande behöver (som mest 1x1,5 m). Utformningen av mattan kan tala om var den är tillverkad då olika traditionella mönster och motiv återkommer i släkter, byar och av specialiserade vävare. På vissa bönemattor finns en så kallad mihrabmönster som visar riktningen mot Mekka, på vissa mattor finns en inbyggd kompass som hjälper den bedjande att placera sig vänd åt rätt väderstreck. Bönemattor kan gå i arv i generationer och värderas högt för sina intrikata symmetriska mönster och motiv.